# Nagyobbik Hippiasz (dialógus)
A Nagyobbik Hippiasz Platón egyik korai dialógusa. Témája a szépség körülírása.

## A dialógus
Platón már a mű kezdőmondatában elővetíti a dialógus témáját:"Szókratész: Nicsak, a szép és bölcs Hippiasz!…" 
Hippiasz egy szofista aki ifjakat tanít fizetség ellenében, emellett a közéletben is szerepet vállal. Szókratész mindezért meg dicséri, majd rákérdez, hogy miért is van az, hogy a régebbi bölcsek nem foglalkoztak politikával. Hippiász válasza az, hogy a régi bölcsek tudása kevésbé volt fejlett, mint a mai szofistáké.
A Spártaiak megbecsülik az erényt és a bölcsességet, mégsem tartanak igényt Hippiasz beszédeire, hogyan lehetséges ez – kérdezte Szókratész. Hippiasz válasza az, hogy a spártai törvények nem tűrik az idegeneket, pedig ő biztosan jobb nevelést adna az ifjaknak. Szókratész ironikus szavakkal ebből azt következteti le, hogy vagy a spártai törvények nem jók, vagy Hippiasz önértékelése hibás.

### Mi a szép?
Szókratész felkéri Hippiaszt mondja el mit is ért a szép fogalma alatt. De előtte egy korábbi beszélgetőtársának meglátásait vázolja fel: ahogyan az igazságosság révén igazságos az ember, bölcsesség révén bölcs az ember és a jó révén jó, úgy a szép teszi széppé mindazt, ami szép. Tehát a szép: létező valami.

#### Első definíció: a szép nem más mint a szép leány[4]
Szókratész kérdését: "mi a szép?" Hippiasz "mi szép?" re módosítja, majd a következő választ adja: a szép lány szép. Szókratész nincs megelégedve a válasszal, hiszen abszurdum azt állítani, hogy a szép lány az aki a dolgokat széppé teszi, továbbá a szép lányon kívül a szép kanca, szép fazék, a szép lant is szép. Tehát nem lehet a szép lány maga a "szép".
Szókratész ellenvetéseit hallva Hippiasz feldühödik: bármennyire is szép egy fazék, szépsége mégsem hasonlítható egy lányhoz vagy egy kancához. Szókratész válasza az, hogy a "szép" viszonylagos dolog: a legszebb majom is rút az emberhez képest, a legbölcsebb ember is majom az Istenhez képest. Hippiasz elfogadja Szókratész válaszát. Ezt követően Szókratész eredménytelennek nyilvánítja Hippiasz definícióját, mivel a meghatározás csak akkor volna helyes, ha az lett volna a kérdés: mi az ami szép is, rút is.

#### Második definíció: a szép nem más mint az arany[6]
Hippiasz szerint az arany képes arra, hogy jelenlétével széppé varázsoljon mindent. Szókratész válasza az, hogy Pheidiasz mégsem aranyból, hanem elefántcsontból készítette Athéné szobrának szemét és végtagjait. Hippiasz kénytelen elismerni, hogy más is szép, feltéve ha illik oda, ahol éppen alkalmazták. Szókratész megjegyzi: mivel a cserépfazékhoz a fakanál jobban illik, mint egy aranykanál, ezért a fa is szebb lehet az aranynál.

#### Harmadik definíció: az állampolgári boldogság a szép[7]
A következő hippiaszi meghatározás a szépről: az ember számára az a legszebb, ha gazdagságban, egészségben, megbecsüléstől övezve éri meg az öreg kort utódai pedig szépen, miután ő is megadta a szüleinek a végtisztességet, tisztességesen temetik el. Szókratész szerint ha Hippiasz definíciója általános érvényű, akkor Akhilleuszra is érvényes, hogy élete akkor lett volna szép, ha apjánál később temeti el. Továbbá ugyanaz érvényes az istenekre és azok gyermekeire is.

#### Negyedik definíció: az illő a szép[8]
Szókratész tesz egy javaslatot: szép az ami illő. Hippiasz fenntartások nélkül elfogadja. Társa viszont nem elégedett, s megkérdi: csupán a szép látszatát kölcsönzi annak, amiben megjelenik, vagy valóban széppé teszi? Hippiasz szerint a szép látszatát kölcsönzi. Ha ez így van – folytatja Szókratész – az illő nem lehet a keresett szép, mert az csak olyan valami ami széppé teszi a dolgokat.

#### Ötödik definíció: az a szép ami megfelelően használható[9]
Szókratész a következő újabb meghatározást javasolta: az a szép, ami megfelelően használható. Például arra a szemre mondjuk, hogy szép amely alkalmas a látásra. Általánosítva: ami képes valamit eredményeztetni, az megfelelően használható, azaz szép; ami erre nem képes, az rút. Hippiasz ezt elfogadja.
A további részekben Szókratész cáfolja az eredeti feltevést: senki sem tehet olyasmit, amire nem képes. Akik hibát követnek el vagy rosszat cselekszenek, azért teszik, mert nem képesek a jóra. A cáfolatnak megfelelően Szókratész módosítja a meghatározást: szép az, ami használható valamilyen jó létrehozására. Ha ez igaz, akkor a hasznos a jónak az oka, és mivel az ok különbözik az okozattól, a szép nem lehet jó. Ez azonban ellentmondásos, így a definíció nem jó.

#### Hatodik definíció: a látásból és hallásból fakadó élvezet a jó[10]
Szókratész a következő ötlettel állt elő: a szép emberek, a díszes kelme, a festmények a szobrok látványa, a szép történetek és a zene hallgatása kellemes érzést vált ki belőlünk. Ezért nevezzük ezeket szépnek. Hippiasz beleegyezését adta. Ezek közül azonban kivételt képeznek a törvények és a foglalatosságok.
Kell legyen az emberekben egy közös jellemző, amely mind a látásban, mind a hallásban is megvan együttvéve és külön-külön is. Azaz ha ketten együtt rendelkeznek egy olyan tulajdonsággal, amellyel külön-külön nem rendelkeznek, akkor nem attól szépek. Hippiasz ellenérve: ha ketten együtt igazságosak vagyunk akkor lehetetlen, hogy külön-külön ne legyünk azok. Szókratész a következőt válaszolja: külön-külön egyek vagyunk, azaz számunk páratlan. Együtt pedig párosak vagyunk. A látásból és a hallásból fakadó érzeteknek együtt megvan az a tulajdonságuk, hogy látásból és hallásból is fakadnak, ám külön-külön nincs meg. A definíció tehát érvénytelen.

#### Hetedik definíció: a jóravaló élvezet a szép[11]
A látásból és a hallásból fakadó élvezet a legnemesebb, így minden ilyen élvezet jóravaló. Következésképpen a jóravaló élvezet az szép. Azonban ez a meghatározás az ötödik meghatározás átfogalmazott alakjának a parafrázisa, így cáfolható, mint amaz.

#### Epilógus
Hippiasz kritizálja Szókratész vizsgálati módszerét, szőrszálhasogatónak és akadékoskodónak nevezi. Szókratész Hippiasz vádaskodásaira azt feleli, hogy nem mondhatunk hiteles beszédeket addig, amíg nem vagyunk tisztában a beszédben védelmezett értékek valódi természetével.